# إيغور أوشاكوف
إيغور أوشاكوف (بالروسية: Ушаков, Игорь Дмитриевич)‏ (27 أبريل 1974 في روسيا - ) هو لاعب كرة قدم روسي في مركز الدفاع. لعب مع سبارتك كوستروما ‏ وFC Dynamo Vologda ‏ وFC Oryol ‏ وFC Tekstilshchik Ivanovo ‏ وFC Kraneks Ivanovo ‏.